# Rumenczo Goranow
Rumenczo lub Rumen Goranow (ur. 17 marca 1950 w Plewenie), bułgarski piłkarz grający na pozycji bramkarza. Większą część kariery spędził w Łokomotiwie Sofia. W 1978 roku, jako zawodnik klubu ze stolicy Bułgarii, został wybrany na najlepszego piłkarza ekstraklasy. Grał też w Spartaku Plewen i Lewskim Sofia.
Z reprezentacją Bułgarii, w której barwach od 1971 do 1979 roku rozegrał 34 mecze, brał udział w Mundialu 1974.